# Mitja Gasparini
Pour les articles homonymes, voir Gasparini.
Mitja Gasparini (né le 26 juin 1984 à Izola, alors en RFS de Yougoslavie) est un joueur slovène de volley-ball. Il mesure 2,01 m et joue attaquant. Il est international slovène.

## Clubs
| Club               | De        | À         |
| ------------------ | --------- | --------- |
| ACH Volley         | 2005-2006 | 2008-2009 |
| Iraklis            | 2009-2010 | 2009-2010 |
| Jastrzębski Węgiel | 2010-2011 | 2010-2011 |
| Hyundai Skywalkers | 2012-2013 | 2012-2013 |
| Blu Volley Vérone  | 2013-2014 | ...       |

## Palmarès
- Top Teams Cup (1)
  - Vainqueur : 2007
- MEVZA (2)
  - Vainqueur : 2007, 2008
- Championnat de Slovénie (4)
  - Vainqueur : 2006, 2007, 2008, 2009
- Coupe de Slovénie (3)
  - Vainqueur : 2007, 2008, 2009